# Curt Liebmann
Curt Liebmann, nemški general, * 29. januar 1881, † 2. julij 1960. 